# Schwarzer See (Rheinsberger Seenplatte)
Der Schwarze See, auch Kleiner Zechliner See genannt, ist ein Blindsee der zur Rheinsberger Seenplatte im Norden des Bundeslandes Brandenburg gehört und ein Klarwassersee ist. An seinem westlichen und nördlichen Ufer liegt Flecken Zechlin, ein Ort im Landkreis Ostprignitz-Ruppin.
Der See hat eine Fläche von 30 Hektar und ist bis zu 12 Meter tief. Die Grundstücke des Ortes umschließen den See teilweise, während auf der gegenüberliegenden Seite sich ein kurzer schiffbarer Durchstich, der Zechliner Kanal, zum Großen Zechliner See befindet. Ursprünglich waren beide Seen getrennt. Durch die im Jahre 1880 angelegte künstliche Verbindung sank der Wasserspiegel des Schwarzen Sees um 3,45 Meter.
Der Schwarze See ist Bestandteil der Zechliner Gewässer, einer sogenannten „Sonstigen Binnenwasserstraße des Bundes“. Zuständig ist das Wasserstraßen- und Schifffahrtsamt Oder-Havel.